# Tetragonopterus argenteus
Tetragonopterus argenteus és una espècie de peix d'aigua dolça de la família dels caràcids i de l'ordre dels caraciformes.

## Morfologia
- Els mascles poden assolir 11,2 cm de llargària total.[3][4]

## Alimentació
És carnívor.

## Hàbitat
Viu a àrees de clima tropical entre 22 °C - 27 °C de temperatura.

## Distribució geogràfica
Es troba a Sud-amèrica, a les conques dels rius Amazones i De La Plata.

## Ús gastronòmic
És consumit localment.
Actualment està sent criat en estanys a Àsia i Florida (Estats Units).